# Třída Iwami
Třída Iwami je třída oceánských hlídkových lodí japonské pobřežní stráže. Celkem bylo postaveno šest jednotek této třídy. Ve službě jsou od roku 2013.

## Stavba
První dvě jednotky této třídy byly postaveny loděnicí Mitsubishi Heavy Industries v Šimonoseki, zůstávají čtyři jednotky byly postavila Mitsui Engineering & Shipbuilding v Tamano.
Jednotky třídy Iwami:
| Jméno            | Založení kýlu   | Spuštěna          | Vstup do služby   | Status                             |
| ---------------- | --------------- | ----------------- | ----------------- | ---------------------------------- |
| Iwami (PL-71)    | 25. června 2012 | 9. května 2013    | 27. září 2013     | aktivní                            |
| Rebun (PL-72)    | 25. června 2012 | 25. června 2013   | 30. ledna 2014    | aktivní                            |
| Kii (PL-73)      | 5. března 2013  | 7. listopadu 2013 | 31. července 2014 | aktivní                            |
| Macušima (PL-74) | 5. března 2013  | 13. února 2014    | 30. září 2014     | aktivní                            |
| Noto (PL-75)     | 9. března 2012  | 27. května 2014   | 26. února 2015    | původní název jako Wakasa, aktivní |
| Sado (PL-76)     | 9. března 2012  | 3. září 2014      | 26. února 2015    | aktivní                            |

## Konstrukce

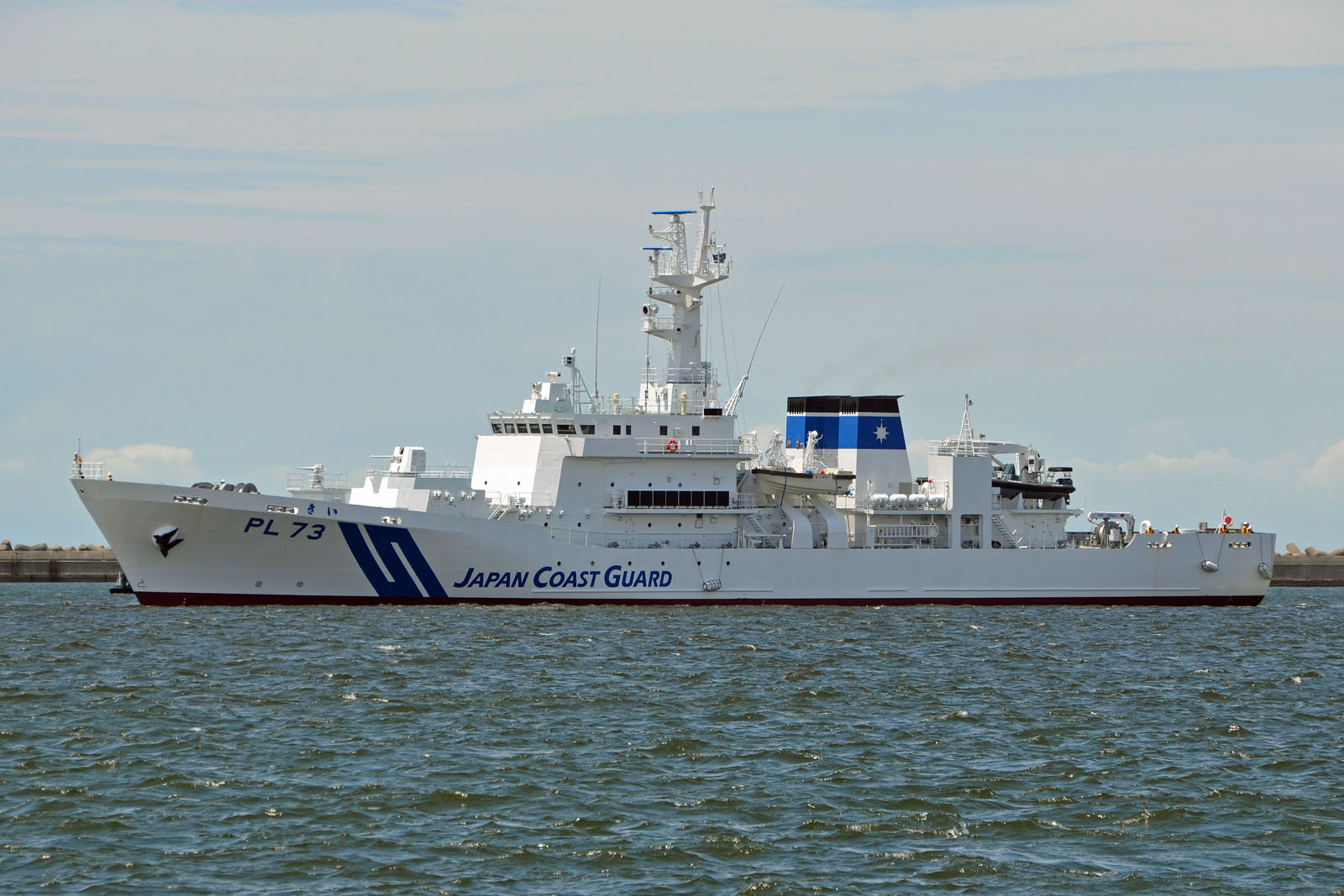
Kii (PL-73)

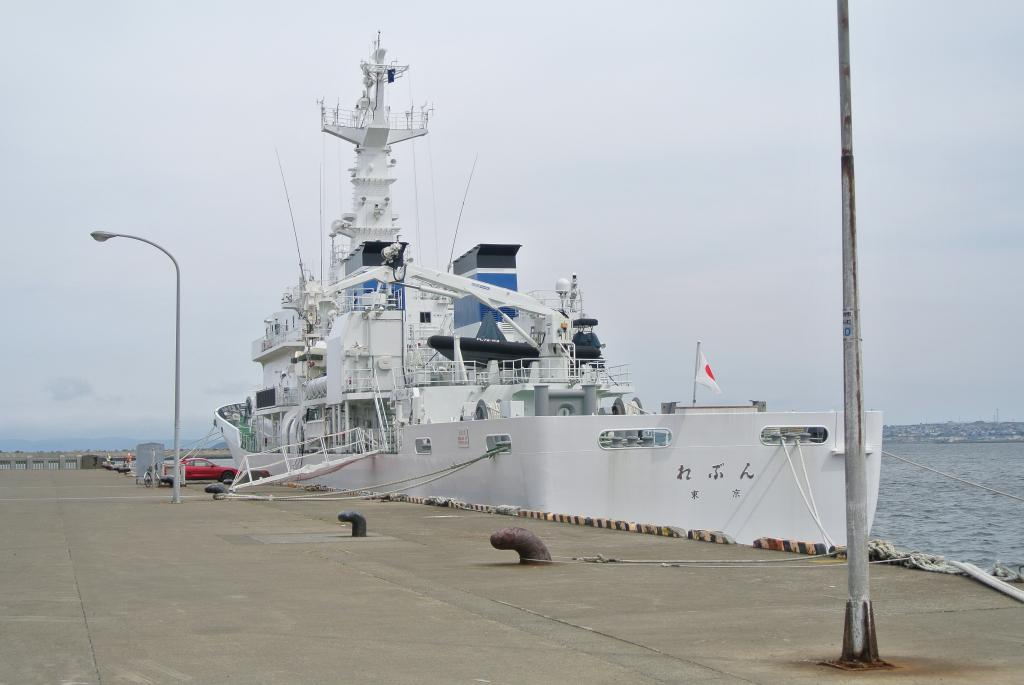
Rebun (PL-72)

Výzbroj plavidla tvoří jeden 30mm kanón Mk.44 Bushmaster II. Dále nesou jedno vodní dělo. Plavidla jsou vybavena rychlými čluny RHIB a záchranářskými čluny z sklolaminátu. Na zádi se nachází přistávací plocha pro vrtulník. Pohonný systém tvoří dva diesely Yanmar 8N330-UW o celkovém výkonu 16 000 hp, pohánějící dva lodní šrouby se stavitelnými lopatkami. Manévrovací schopnosti zlepšují dvě příďová dokormidlovací zařízení. Nejvyšší rychlost dosahuje 21 uzlů.